# Біоценотичне правило Івлєва
Біоценотичне правило Івлєва — екологічне правило, яке виявив В. С. Івлєв (1955), згідно з яким міжвидова напруга (конкуренція) набагато значніша, ніж внутрішньовидові відносини (відносини між особинами всередині кожного виду). Біоценотичне правило Іівлієва доповнює біоценотичні принципи Тінемана.

## Ресурси Інтернету
- Дедю И. И. Экологический энциклопедический словарь. — Кишинев, 1989 [Архівовано 24 жовтня 2016 у Wayback Machine.]
- Словарь ботанических терминов / Под общ. ред. И. А. Дудки. — Киев, Наук. Думка, 1984 [Архівовано 31 жовтня 2016 у Wayback Machine.]
- Англо-русский биологический словарь (online версия) [Архівовано 6 листопада 2016 у Wayback Machine.]
- Англо-русский научный словарь (online версия) [Архівовано 21 жовтня 2016 у Wayback Machine.]